# 三線の花
「三線の花」（さんしんのはな）は、BEGINの30枚目のシングル。2006年10月25日発売。発売元はインペリアルレコード。

## 解説
前作「君を見ている」から、1年10ヶ月ぶりにリリースされたシングル。

「三線の花」劇団スーパーエキセントリックシアター 第43回本公演『ニライカナイ練金王伝説』（2005）の為にBEGINが書き下ろした。
東宝配給映画「涙そうそう」挿入歌。カップリング曲「東京」はマイ・ペースが1974年10月25日にリリースしたヒット曲（作詞・作曲：森田貢）のカバーで、フジテレビ系ドラマ『東京タワー ～オカンとボクと、時々、オトン～』主題歌。
シングルの『三線の花』の題字は同じ沖縄出身のバンドMONGOL800の髙里悟が担当した。

## トラック
1. 三線の花
2. 東京
3. 三線の花 (オリジナル・カラオケ)